# Batman V. Superman XXX: An Axel Braun Parody
Batman V. Superman XXX: An Axel Braun Parody é uma paródia pornográfica do filme Batman v Superman: Dawn of Justice. O filme foi lançado em maio de 2015 para DVD. A paródia foi lançada antes do filme Batman v Superman: Dawn of Justice e possui um enredo com várias diferenças do filme, e se destacou por ter personagens clássicos e esquecidos das histórias publicadas pela DC Comics e que não estão na obra original.

## Enredo
Super-Homem (Ryan Driller) agora é um refugiado procurado, e seu arqui-inimigo Lex Luthor (Derrick Pierce) é o presidente dos Estados Unidos que enfrenta um processo de expropriação no escritório. Para evitar isso, ele atrai Superman para fora do seu esconderijo com ajuda de Harley Quinn (Kleio Valentien) e Mulher-Gato (Aiden Ashley). Batman (Giovanni Francesco) se envolve na luta depois que o Coringa (Brendon Miller) usa Lois Lane (Celeste Star) como isca.

## Elenco
- Ryan Driller como Super-Homem[3]
- Britney Amber como Maxima[3]
- Giovanni Francesco como Batman[3]
- Kleio Valentien como Arlequina[3]
- Derrick Pierce como Lex Luthor[3]
- Carter Cruise como Supergirl[3]
- Brendon Miller como Coringa[3]
- Aiden Ashley como Mulher-Gato[3]
- Alison Tyler como Mulher-Maravilha[3]
- Celeste Star como Lois Lane (não participa de cenas de sexo)[3]
- Lily Cade como Carrie Kelley (não creditada e não participa de cenas de sexo)[3]
- Jayden Jaymes (somente no DVD)[3]
- Seth Gamble (somente no DVD)[3]
- Will Powers (somente no DVD)[3]

## Recepção

### Crítica
Batman V. Superman XXX: An Axel Braun Parody recebeu críticas geralmente positivas por parte da crítica especializada. No site Adult DVD Talk o filme tem uma nota média de 4,5/5 estrelas.

## Prêmios e indicações
| Ano  | Premiação   | Categoria                                                                                         | Indicação                                       | Resultado | Ref.  |
| ---- | ----------- | ------------------------------------------------------------------------------------------------- | ----------------------------------------------- | --------- | ----- |
| 2016 | AVN Awards  | Best Actor (Melhor Ator)                                                                          | Giovanni Francisco                              | Indicado  | [ 3 ] |
| 2016 | AVN Awards  | Best Art Direction (Melhor Direção de Arte)                                                       | Batman V. Superman XXX: An Axel Braun Parody    | Venceu    | [ 3 ] |
| 2016 | AVN Awards  | Best Boy/Girl Sex Scene (Melhor Cena de Sexo Garoto/Garota)                                       | Carter Cruise e Derrick Pierce                  | Indicados | [ 3 ] |
| 2016 | AVN Awards  | Best Makeup (Melhor Maquiagem)                                                                    | Batman V. Superman XXX: An Axel Braun Parody    | Venceu    | [ 3 ] |
| 2016 | AVN Awards  | Best Marketing Campaign - Individual Project (Melhor Campanha de Divulgação - Projeto Individual) | Batman V. Superman XXX: An Axel Braun Parody    | Indicado  | [ 3 ] |
| 2016 | AVN Awards  | Best Oral Sex Scene (Melhor Cena de Sexo Oral)                                                    | Britney Amber                                   | Indicada  | [ 3 ] |
| 2016 | AVN Awards  | Best Parody (Melhor Paródia)                                                                      | Batman V. Superman XXX: An Axel Braun Parody    | Indicado  | [ 3 ] |
| 2016 | AVN Awards  | Best Screenplay: Parody (Melhor Roteiro: Paródia)                                                 | Axel Braun, Eli Cross                           | Venceram  | [ 3 ] |
| 2016 | AVN Awards  | Best Special Effects (Melhores Efeitos Especiais)                                                 | Batman V. Superman XXX: An Axel Braun Parody    | Venceu    | [ 3 ] |
| 2016 | AVN Awards  | Best Supporting Actor (Melhor Ator Coadjuvante)                                                   | Brendon Miller                                  | Indicado  | [ 3 ] |
| 2016 | AVN Awards  | Best Supporting Actress (Melhor Atriz Coadjuvante)                                                | Kleio Valentien                                 | Venceu    | [ 3 ] |
| 2016 | AVN Awards  | Best Three-Way Sex Scene: G/G/B (Melhor Cena de Sexo a Três: Garota/Garota/Garoto)                | Aiden Ashley, Brendon Miller e Kleio Valentien  | Indicado  | [ 3 ] |
| 2016 | AVN Awards  | Best Three-Way Sex Scene: B/B/G (Melhor Cena de Sexo a Três: Garoto/Garoto/Garota)                | Alison Tyler, Giovanni Francisco e Ryan Driller | Indicado  | [ 3 ] |
| 2016 | XBIZ Award  | Best Actor - Parody Release (Melhor Ator em Paródia)                                              | Ryan Driller e Giovanni Francisco               | Indicados | [ 3 ] |
| 2016 | XBIZ Award  | Best Art Direction (Melhor Direção de Arte)                                                       | Batman V. Superman XXX: An Axel Braun Parody    | Indicado  | [ 3 ] |
| 2016 | XBIZ Award  | Best Cinematography (Melhor Cinematografia)                                                       | Batman V. Superman XXX: An Axel Braun Parody    | Indicado  | [ 3 ] |
| 2016 | XBIZ Award  | Best Editing (Melhor Edição)                                                                      | Batman V. Superman XXX: An Axel Braun Parody    | Indicado  | [ 3 ] |
| 2016 | XBIZ Award  | Best Music (Melhor Música)                                                                        | Batman V. Superman XXX: An Axel Braun Parody    | Indicado  | [ 3 ] |
| 2016 | XBIZ Award  | Best Scene - Parody Release (Melhor Cena de Paródia)                                              | Aiden Ashley, Brendon Miller e Kleio Valentien  | Indicados | [ 3 ] |
| 2016 | XBIZ Award  | Best Scene - Parody Release (Melhor Cena de Paródia)                                              | Alison Tyler, Giovanni Francisco e Ryan Driller | Indicados | [ 3 ] |
| 2016 | XBIZ Award  | Best Special Effects (Melhores Efeitos Especiais)                                                 | Batman V. Superman XXX: An Axel Braun Parody    | Venceu    | [ 3 ] |
| 2016 | XBIZ Award  | Best Supporting Actor (Melhor Ator Coadjuvante)                                                   | Brendon Miller e Derrick Pierce                 | Indicado  | [ 3 ] |
| 2016 | XBIZ Award  | Best Supporting Actress (Melhor Atriz Coadjuvante)                                                | Kleio Valentien                                 | Indicada  | [ 3 ] |
| 2016 | XBIZ Award  | Director of the Year - Parody (Diretor do Ano - Paródia)                                          | Axel Braun                                      | Venceu    | [ 3 ] |
| 2016 | XBIZ Award  | Marketing Campaign of the Year (Campanha de Marketing do Ano)                                     | Batman V. Superman XXX: An Axel Braun Parody    | Indicado  | [ 3 ] |
| 2016 | XBIZ Award  | Parody Release of the Year (Paródia do Ano)                                                       | Batman V. Superman XXX: An Axel Braun Parody    | Venceu    | [ 3 ] |
| 2016 | XRCO Awards | Best Parody: Comic Book (Melhor Paródia de História em Quadrinhos)                                | Batman V. Superman XXX: An Axel Braun Parody    | Venceu    | [ 3 ] |